# Ivo Toman
Ivo Toman (ur. 7 lipca 1966 w Vysokim Mýcie) – czeski polityk, parlamentarzysta, samorządowiec, inżynier budownictwa, trzeci hetman kraju pardubickiego w 2008 roku.

## Biografia
Urodził się w 1966 roku w Vysokim Mýcie. Po ukończeniu kolejno szkoły podstawowej i średniej oraz pomyślnie zdanym egzaminie maturalnym podjął studia na Wydziale Budownictwa Lądowego Politechniki Czeskiej w Pradze, które ukończył w 1989 roku zdobyciem tytułu zawodowego inżyniera. Następnie pracował jako projektant w Stavoprojekt Choceň. Po upadku komunizmu w Czechosłowacji i odbyciu zasadniczej służby wojskowej wstąpił w 1991 roku do nowo powstałej Obywatelskiej Partii Demokratycznej (ODS). W wyborach do Zgromadzenia Federalnego Czechosłowacji kandydował z ramienia kolacji ODS-KDS, zdobywając mandat poselski do Izby Ludu z okręgu wschodnioczeskiego. Był wiceprzewodniczącym klubu parlamentarnego ODS-KDS, a urząd poselski sprawował do rozwiązania Czecho-Słowacji 31 grudnia 1992 roku (aksamitny rozwód).
Po usamodzielnieniu się Czech został zatrudniony w Starostwie Powiatowym Ujściu nad Orlicą, gdzie przez 8 lat pełnił funkcję zastępcy, a następnie kierownika tego urzędu. W 2000 roku po reformie samorządowej w Czechach i utworzeniu samorządowych krajów został zatrudniony w Urzędzie Krajowym Kraju Pardubickiego. W latach 2004–2012 zasiadał jako radny w Zgromadzeniu Regionalnym Kraju Pardubickiego oraz był członkiem Komitetu Regionalnego (2004-2008). Po śmierci hetmana Michala Rabasa objął w 2008 roku, w celu dokończenia kadencji, jego urząd. Kilka miesięcy później nie udało mu się go utrzymać po przegranej w wyborach samorządowych. W tym samym roku znalazł się we władzach centralnych ODS-u.
W latach 2010–2012 był wiceministrem transportu Republiki Czeskiej, a w 2011 roku wchodził w skład Rady Nadzorczej Kolei Czeskich. Poza działalnością polityczną jest członkiem rad nadzorczych spółek: Přístav a.s. i East Bohemian Airport a.s. oraz członkiem Rady Rozwoju Uniwersytetu Pardubickiego.